# Friedrich Czapek
Friedrich Johann Franz Czapek (16. května 1868 Praha – 31. července 1921 Lipsko) byl český botanik, lékař a vysokoškolský učitel.

## Život
Friedrich Czapek pocházel z rodiny s lékařskou tradicí, narodil se v pražské Invalidovně, kde byl jeho otec Friedrich Czapek (1838–1891) vojenským lékařem. Na přání svého otce začal v roce 1886 studovat medicínu, i když byl odmala nadšený pro botaniku. Studoval na lékařské fakultě německé Karlo-Ferdinandovy univerzity v Praze a v roce 1892 získal doktorát.
V roce 1891 se stal asistentem Franze Hofmeistera, který se zabýval fyziologií rostlin. Po otcově smrti studoval botaniku u Wilhelma Pfeffera v Lipsku. V Lipsku zahájil výzkum gravitropismu kořenů rostlin (tehdy známého jako geotropismus), ve kterém pokračoval po celá desetiletí.
V roce 1894 byl asistentem Julia Wiesnera na Ústavu pro fyziologii rostlin ve Vídni. Za výzkum latexového systému Convolvulaceae, který zadal profesor Richard Wettstein, botanik a ředitel Botanické zahrady a ústavu pražské univerzity, získal ve Vídni doktorát z filozofie a habilitoval se v roce 1895 na základě své práce o geotropii pro fyziologii rostlin. V roce 1896 byl jmenován docentem pro botaniku, nauku o zboží a technickou mikroskopii na německé technice v Praze. V roce 1902 se zde stal řádným profesorem. V roce 1906 získal řádnou profesuru botaniky na Černovické univerzitě v Bukovině.
V letech 1907 a 1908 podnikl výzkumnou cestu do Indie, na Cejlon (dnes Srí Lanka) a na Jávu, kde se seznámil s otázkami tropické botaniky. V roce 1909 pak přešel na německou Karlo-Ferdinandovu univerzitu v Praze. Působil zde jako profesor fyziologie rostlin a převzal odborný ústav po Hansi Molischovi. Během první světové války byl vojenským lékařem a vážně onemocněl paratyfem. Již ve špatném zdravotním stavu vystřídal v roce 1921 svého učitele W. Pfeffera na univerzitě v Lipsku, ale krátce nato zemřel na infarkt.

### Rodinný život
Dne 20. února 1890 se oženil s Irenou Lambeovou (* 1872). Manželé Czapekovi měli syna a dceru.

## Dílo
- Über das Zusammenwirken von Heliotropismus und Geotropismus. In: Sitzungsberichte der Akademie der Wissenschaften in Wien, Mathematisch-Naturwissenschaftliche Klasse, Jahrgang 103, Abteilung I, Wien 1894, S. 337–375.
- Über die Ranken von Entada. In: Berichte der Deutschen Botanischen Gesellschaft 27 (1909), S. 407–410. Dostupné online.
- Die Atmung der Pflanzen. In: Ergebnisse der Physiologie 9 (1910), S. 587–613.
- Über eine Methode zur direkten Bestimmung der Oberflächenspannung der Plasmahaut von Pflanzenzellen. Fischer, Jena 1911.
- Spoluautor díla: Physiologie und Ökologie. Band 1: Botanischer Teil. Unter Redaktion von Gottlieb Haberlandt. Teubner, Leipzig [u. a.] 1917.
- Biochemie der Pflanzen. 1. Bd. Fischer, Jena 1913; 2. Bd. Fischer, Jena 1920; 3. Bd. Fischer, Jena 1921.
- Ratgeber für die Studierenden der Botanik und Zoologie. (spoluautor: Johannes Meisenheimer). Niemeyer, Halle (Saale) 1921.